# Recife
Recife (portugalski: Recife, znači greben ) je glavni grad države Pernambuco i peti po veličini u Brazilu. Recife se nalazi na ušću rijeka Rio Beberibe i Rio Capibaribe u Atlantski ocean i jedna je od najvećih luka na Atlantiku. Recife je jedan od najstarijih gradova u Brazilu. Mjesto su 12. ožujka 1537. godine osnovali portugalski doseljenici. Status grada, Recife je dobio 1823. godine. Šire područje grada, regija metropole Recife, ima preko 3,5 milijuna stanovnika, a u kolokvijalnom govoru se još naziva i "Veliki Recife" (portugalski: Grande Recife).

## Povijest
Područje današnjeg Recifea su prvo naselili Portugalci. 1534. godine, Brazil je podijeljen na nasljedne kapetanije (portugalski: Capitanias Hereditárias). Međutim, bez velike želje samih kapetana da odu u kapetanije, ali i bez velike podrške Portugala, ovaj sistem je propao. Jedna od rijetkih kapetanija koja se uspjela i u ovakvim uslovima održati je Kapetanija Pernambuco, dodijeljena kapetanu Duarteu Coelhu, osnivaču Olinde.
Zahvaljujući šećernoj trski, Pernambuco je prosperirao. Izvrsna klima, i plodno zemljište u obalnom pojasu bilo je izvrsno za plantaže šećerne trske, sve što je bilo potrebno je dosta radne snage za rad mlinova šećerne trske. Prvobitno, za ove poslove su korišteni Indijanci, ali im to nije bilo dovoljno, pa su se odlučili na uvoz robova iz Afrike. Od 1630. do 1654. godine, Nizozemci su vladali Recifeom i Olindom, kako bi osigurali gradove i luke za prodaju i proizvodnju šećera u Europu, i ostavili neizbrisiv trag na ovom području koji je i danas primjetan u čitavom Pernambucu. U vrijeme dolaska Nizozemaca, prva sinagoga u Americi je napravljena u Recifeu.
Ova mješavina stanovništva, europljana (pretežno Portugalci, a kasnije i Nizozemci), Indijanca i Afrikanca, učinili su Recife jednim od najraznolikijih gradova, kada je u pitanju kulturno naslijeđe.
Tokom osamnaestog stoljeća, Recife je neko vrijeme sudjelovao u ratu protiv Olinde. Rat se vodio između trgovaca i buržoazije Recifea i farmera i aristokracije Olinde. Na kraju rata, prevladala je činjenica da je Recife bio na obali i imao jednu od najboljih luka na Atlantiku, i donijela Recifeu pobjedu. Danas je Olinda mali, povijesni grad, a Recife metropola.

## Zemljopis
Recife se nalazi u nekadašnjem šumskom obalnom području Pernambuca, pojasu nekad potpuno prekrivenom šumom širine od nekoliko desetina kilometara. Zahvaljujući blizini mora, Recife nema mnogo sušnih dana kako je to slučaj s unutrašnjim dijelovima Pernambuca. Temperature se kreću od 23 °C do 27 °C, a kišni period je, kao i u cijelom Brazilu od veljače do srpnja.
Okružen rijekama, na kojima ima mnoštvo mostova, Recife je pun otoka i mangrova, zbog čega ga i zovu Venecija Amerike. Nije ni čudo da su Nizozemci, kada su preuzeli Pernambuco od Portugalaca, u ovom gradu postavili svoje sjedište, koji po topologiji u mnogo čemu podsjeća na Nizozemsku.
Kao što mu ime kaže (na portugalskom Recife je greben), paralelno s obalom oko Recifea u Atlantskom oceanu se nalaze brojni grebeni koji su prirodni zaštitnici velikih valova s pučine. Grebeni zajedno s plažama čine prirodni bazen, prikladan za plivanje, zbog mirne vode.

## Gospodarstvo
Institut za ekonomska istraživanja brazilskog ministarstva planiranja, je procijenio u 1996. godini da je unutrašnji bruto proizvod Recifea oko 8,25 milijardi reala.

### Turizam
Najveće turističke atrakcije Recifea su:
- Crkve i povijesni objekti i spomenici iz 17. i 18. stoljeća, koje su sagradili Portugalci i Nizozemci.
- Forte Orange
- Plaža u Boa Viagemu
- Olinda - susjedni grad, praktički predgrađe Recifea, čija je povijesna jezgra pod zaštitom UNESCO-a
- Karneval u Recife Antigou

## Kultura

### Glazba
- Frevo
- Maracatu
- Forró
- Manguebeat
- Baião
- Xaxado

### Sport
Postoje mnogi nogometni klubovi u Recifeu, a najpoznatiji su SC Recife koji trenutačno nastupa u Brazilskoj seriji A, te Santa Cruz i Náutico koji trenutačno nastupaju u Brazilskoj seriji B.
Poznati nogometaši iz Recifea su Juninho Pernambucano i Rivaldo, koji je rođen u Paulisti, ali je nogomet počeo igrati u Santa Cruzu.

## Gradovi partneri
- Porto, Portugal
- Guangzhou, Kina
- Nantes, Francuska

## Vanjske poveznice
|  | Zajednički poslužitelj ima još gradiva o temi Recife |

- Službena stranica grada
- Turističke informacije